# Getxo
Getxo (španělsky Guecho) je město ve Španělsku. Leží na mořském pobřeží 14 km severně od Bilbaa a se zhruba 80 000 obyvateli je třetím největším sídlem provincie Bizkaia. Nedaleko se nachází mys Punta Galea s pevností z 18. století.

## Městské části
- Las Arenas
- Neguri
- Romo
- Algorta
- Getxoko Andra Mari

## Historie
Getxo bylo založeno v roce 1075. Nejstarší památkou je farní chrám svaté Marie ze 12. století, který byl v 17. století barokně přestavěn. Getxo bylo málo významnou rybářskou vesnicí až do poloviny 19. století, kdy se sem díky plážím a mořskému vzduchu začali stěhovat zámožní obyvatelé Bilbaa a vznikla zde řada luxusních rezidencí jako např. památkově chráněný palác Eugizkialde. Roku 1887 byla zprovozněna železniční trať do Bilbaa a v roce 1893 byl přes řeku Nervión postaven Biskajský most, chráněný jako Světové dědictví. Ve dvacátém století rostl počet obyvatel díky textilnímu průmyslu, v současnosti pracuje většina obyvatel v terciárním sektoru. Getxo je propojeno s Bilbaem sítí metra. Město bylo známé aktivitami organizace Euskadi Ta Askatasuna, střelba na příslušníky Civilní gardy si 22. října 1978 vyžádala tři oběti. Podle statistiky z roku 2001 používá 19,9 % obyvatel města baskičtinu jako hlavní jazyk a dalších 31,5 % se dokáže baskicky domluvit. Nejsilnějším politickým subjektem ve městě je tradičně Baskická nacionalistická strana.

## Sport
Sídlí zde fotbalový tým Arenas Club de Getxo. Každoročně se zde koná cyklistický závod Circuito de Getxo, v roce 1990 hostilo město mistrovství světa v cyklokrosu.